# Raúl Velasco (futbolista)
Raúl Velasco (* 1974 en Guadalajara, Jalisco, México) es un futbolista mexicano retirado que jugaba en las posiciones de mediocampista ofensivo y delantero. Jugó para el Club Deportivo Guadalajara y el Club Universidad Nacional.
En 1990 fue campeón goleador del torneo de fútbol amateur "Benito Juárez" y sería parte de la Selección Jalisco amateur. Para 1991, después de romper concentración con la Selección Jalisco, regresa a las filas del Club Deportivo Guadalajara y en septiembre de 1992 pasa a formar parte del primer equipo.
Jugó dos partidos en la temporada 1992-93, ambos entrando de cambio. Después de su debut, permanece en la institución rojiblanca teniendo participación en distintos equipos de fuerzas básicas, como en 1994 cuando estuvo con el equipo de Chivas Rayadas en la Tercera División.
En 1996 es cedido en calidad de préstamo sin opción a compra al equipo de La Piedad. También tuvo un pasó por Pumas de la UNAM.
Después de su retiro como jugador desempeño puestos como entrenador de los Vaqueros de Ixtlán.